# Aurelia
Aurelia este un prenume feminin românesc care se poate referi la:
- Aurelia Batali
- Aurelia Borzin
- Aurelia Brădeanu
- Aurelia Cionca
- Aurelia Ciulei
- Aurelia Cristea
- Aurelia Dobre
- Aurelia Fătu-Răduțu
- Aurelia Vasile
- Aurelia Păun